# Kudînivți, Zboriv
Kudînivți (în ucraineană Кудинівці) este un sat în comuna Berîmivți din raionul Zboriv, regiunea Ternopil, Ucraina.

## Demografie
Componența lingvistică a localității Kudînivți
     Ucraineană (100%)
Conform recensământului din 2001, toată populația localității Kudînivți era vorbitoare de ucraineană (100%).